# Следзюк, Павел Евдокимович
Павел Евдокимович Следзюк — советский хозяйственный, государственный и политический деятель.

## Биография
Родился в 1908 году в Бендерах. Член КПСС.
С 1930 года — на хозяйственной, общественной и политической работе. В 1930—1979 гг. — заместитель главного инженера института «Уралгипроруда» в Свердловске, главный инженер Златоустовского рудоуправления, главный инженер, начальник горного управления, заместитель директора Кузнецкого металлургического комбината, директор института «Гипроруда», заместитель председателя Госкомитета СССР по чёрной и цветной металлургии, начальник Главного управления горнорудной промышленности Министерства чёрной металлургии СССР, главный редактор «Горного журнала».
Умер в Москве в 1979 году.